# Californische stierkophaai
De Californische stierkophaai of hoornhaai (Heterodontus francisci) is een vis uit de familie van de stierkophaaien (Heterodontidae) en behoort derhalve tot de orde van varkenshaaien (Heterodontiformes).

## Kenmerken
Het lichaam heeft een bruine, ruwe huid met zwarte vlekjes en ribbels boven de ogen. Hij heeft gespierde, buigzame gepaarde vinnen. De haai heeft een 'varkenssnuit' en een kleine bek, waarin zich achteraan grote, platte tanden bevinden. De vis kan een lengte bereiken van 122 centimeter. Het gewicht bedraagt ruim 10 kg.

## Leefwijze
Het voedsel bestaat uit zeekomkommers en kreeftachtigen, die hij met zijn tanden vermorzelt, maar ook vissen staan op het menu. De Californische stierkophaai is niet ongevaarlijk voor de mens, het kan de mens verwonden.

## Voortplanting
Deze haaien paaien in december of januari. Het vrouwtje zet ongeveer 30 eieren af onder stenen of in rotsspleten. De spiraalvormige eikapsels zijn voorzien van een ingewikkelde sculptuur, waardoor ze stevig blijven zitten.

## Verspreiding en leefgebied
De Californische stierkophaai is een zoutwatervis. De vis prefereert een subtropisch klimaat en leeft hoofdzakelijk in het oosten van de Grote Oceaan op dieptes tussen 2 en 150 meter. Deze nachtactieve haai is te vinden op rots- of zandbodems en bij wiervelden.

## Relatie tot de mens
De Californische stierkophaai is voor de visserij van beperkt commercieel belang. In de hengelsport wordt er weinig op de vis gejaagd. De soort kan worden bezichtigd in sommige openbare aquaria.
Heterodontus francisci · Heterodontus galeatus · Heterodontus japonicus · Heterodontus mexicanus · Heterodontus omanensis · Heterodontus portusjacksoni · Heterodontus quoyi · Heterodontus ramalheira · Heterodontus zebra